# Marcelo Alejandro Cuenca
Marcelo Alejandro Cuenca Revuelta (ur. 18 maja 1956 w Córdoba) – argentyński duchowny katolicki, biskup Alto Valle del Río Negro w latach 2010-2021.

## Życiorys

### Prezbiterat
Święcenia kapłańskie otrzymał 8 grudnia 1983 i został inkardynowany do archidiecezji Córdoba. Pracował przede wszystkim jako duszpasterz parafialny, był także m.in. delegatem biskupim ds. katechezy (1985-1992) oraz wikariuszem ds. ekonomii.

### Episkopat
10 lutego 2010 papież Benedykt XVI biskupem diecezji Alto Valle del Río Negro. Sakry biskupiej udzielił mu 25 marca 2010 ówczesny nuncjusz apostolski w Argentynie, Adriano Bernardini.
20 marca 2021 papież Franciszek przyjął jego rezygnację z urzędu.